# ديفيد كوب (سياسي)
ديفيد كيث كوب (بالإنجليزية: David Cobb)‏ (وُلد في عام 1962) هو محامٍ أمريكي، وناشط سياسي ليبرالي، ومدير حملات انتخابية، وسياسي، كان المرشح الرئاسي لحزب الخضر في انتخابات عام 2004. وهو أيضًا شريك مؤسِّس لمنظمة موف تو أميند. أصبح كوب في ما بعد مدير الحملة الانتخابية لزميلته العضو في حزب الخضر جيل ستاين عند خوضها الانتخابات الرئاسية في عام 2016.

## نشأته ومسيرته المهنية وأنشطته السياسية
وُلد كوب في 24 ديسمبر عام 1962 في سان ليون بولاية تكساس. بعد عمله ضمن طاقم سفينة صيد روبيان على ساحل الخليج الأمريكي، وعاملَ بِناء، ونادلًا، تخرّج كوب في كلية الحقوق في جامعة هيوستن عام 1993. دخل كوب عالم السياسة بعد عدة سنين في ممارسة المحاماة في هيوستن، تكساس. خلال ثمانينيات القرن العشرين، قاد حملة الترشيحات الرئاسية الديمقراطية لجيسي جاكسون وجيري براون. تركته هذه التجارب خائب الأمل من الحزب الديمقراطي وساخطًا عليه. نتيجة لذلك، حوّل نشاطه إلى القضايا العامة المتعلقة بالديمقراطية والنقابات، وانضم إلى جماعات المواطنين في المحاضرات والندوات والورشات في جميع أنحاء الولايات المتحدة. سعى إلى نشر أفكاره التي مفادها أن النقابات باتت مؤسساتٍ حكومية غير منتخَبة، وينبغي الإطاحة بها عبر وسائل ثورة ديمقراطية لاعنفية.
في عام 2000، استجاب كوب لدعوة المرشح الرئاسي لحزب الخضر رالف نادر لتنظيم حملة نادر الانتخابية في تكساس. نجح في تنسيق حملة حق الاقتراع في الولاية. في الوقت نفسه، أصبح كوب المستشار العام لحزب الخضر في الولايات المتحدة.
في عام 2002، خاض كوب انتخابات منصب النائب العام لولاية تكساس في قائمة مرشحي حزب الخضر واستخدم ترشحه كي «يقوم بجولات خطابية» في محليات تكساس التي كان تمثيل حزب الخضر فيها ضئيلًا. باءت محاولته الانتخابية بالفشل، إذ فاز بنسبة 0.92% فقط من الأصوات. لم يتمكن حزب الخضر في تكساس من نيل حق الاقتراع، الأمر الذي ظل بعيد المنال حتى عام 2010. في عام 2003، اعتبرته لجنة في حزب الخضر مرشحًا رئاسيًا محتملًا.

## حملة الانتخابات الرئاسية لعام 2004
في أواخر ديسمبر عام 2003، بات كوب المرشح الأول لمنصب الرئاسة عام 2004 مع إعلان نادر عدم سعيه إلى ترشيحه من جانب حزب الخضر. في 13 يناير عام 2004، فاز ديفيد كوب بالانتخابات الأولية الأولى لحزب الخضر في البلاد، الخاصة بمقاطعة كولومبيا، إذ هزَم الناشطة المحلية شيلا بيليو وعدة مرشحين أُضيفت أسماؤهم إلى ورقة الاقتراع، وأحرز تقدمًا باكرًا في صراع الترشح.
أعلن نادر في النهاية حملةً مستقلة لمنصب الرئاسة وسعى إلى موافقة حزب الخضر وأحزاب هامشية أخرى، وواصل مناصروه الضغط من أجل فوز نادر في الانتخابات الأولية العديدة لحزب الحضر في جميع ولايات البلاد. قبل فترة قصيرة من اجتماع الترشيح الرئاسي لحزب الخضر الذي عُقد في يونيو عام 2004 في ميلووكي، ويسكونسين، اختار نادر عضو حزب الخضر بيتير كاميخو مرشحًا نائبًا له. في 26 يونيو، في الاقتراع الثاني، اختار المؤتمر كوب مرشحًا رئاسيًا عن حزب الخضر؛ عملية أثارت جدلًا مع فوز نادر بالغالبية العظمى من الأصوات الفعلية لحزب الخضر في جميع الانتخابات الأولية للولايات تقريبًا (نال كوب تأييدًا بنسبة 12,2 بالمئة فقط). اختار الحزب أيضًا بات لامارش مرشحًا له لمنصب نائب الرئيس.
أعرب كوب عن نيته خوض انتخابات يركز فيها على بناء حزب الخضر واتّباع إستراتيجية «ولايات إستراتيجية» أو «ولايات ذكية» تأخذ بعين الاعتبار مطالب أعضاء حزب الخضر في كل ولاية، والتي ستركز من ناحية أخرى على ولايات «يضمن» مرشح الحزب الديمقراطي عادةً الفوز فيها، أو «يضمن» المرشح الجمهوري الفوز فيها بفارق كبير.